# Inspiration
Inspiration studijski je album švedskog glazbenika, gitarista Yngwie Malmsteena koji je objavljen u studenome 1996. godine. Sve skladbe na albumu su obrade poznatih hitova od sastava i glazbenika poput, Deep Purple, Scorpions, Jimi Hendrix i drugi.

## Popis pjesama
1. "Carry On Wayward Son" (Kerry Livgren) – 5:08
  - Originalna izvedba: Kansas.
2. "Pictures of Home" (Ian Gillan, Ritchie Blackmore, Roger Glover, Jon Lord, Ian Paice) – 4:56
  - Originalna izvedba: Deep Purple.
3. "Gates of Babylon" (Ronnie James Dio, Blackmore) – 7:12
  - Originalna izvedba: Rainbow.
4. "Manic Depression" (Jimi Hendrix) – 3:40
  - Originalna izvedba: The Jimi Hendrix Experience
5. "In the Dead of Night" (Eddie Jobson, John Wetton) – 6:11
  - Originalna izvedba: UK.
6. "Mistreated" (David Coverdale, Blackmore) – 7:30
  - Originalna izvedba: Deep Purple.
7. "The Sails of Charon" (Ulrich Roth) – 5:06
  - Originalna izvedba: Scorpions.
8. "Demon's Eye" (Gillan, Blackmore, Glover, Lord, Paice) – 4:53
  - Originalna izvedba: Deep Purple.
9. "Anthem" (Alex Lifeson, Geddy Lee, Neil Peart) – 4:18
  - Originalna izvedba: Rush.
10. "Child in Time" (Gillan, Blackmore, Glover, Lord, Paice) – 8:08
  - Originalna izvedba: Deep Purple.
11. "Spanish Castle Magic" (Hendrix) – 3:07
  - Originalna izvedba: The Jimi Hendrix Experience.

## Osoblje
- Yngwie J. Malmsteen – električna gitara, bas-gitara, sitar, vokal (4, 11)
- Joe Lynn Turner – vokal (2, 8)
- Mark Boals – vokal (5, 7, 9, 10)
- Jeff Scott Soto – vokal (1, 3, 6)
- Anders Johansson – bubnjevi
- Jens Johansson – klavijature (3, 5, 8)
- Mats Olausson – klavijature (2, 6)
- David Rosenthal – klavijature (1, 10)
- Marcel Jacob – bas-gitara (1)

- Dizajn omota: Rich DiSilvio